# J·R·R·托爾金
約翰·罗纳德·魯爾·托尔金 CBE FRSL（1892年1月3日—1973年9月2日），缩写J·R·R·托尔金（J. R. R. Tolkien），英国作家、诗人、语言学家及大学教授，以创作经典古典奇幻作品《霍比特人》、《魔戒》与《精灵宝钻》而闻名于世。
托尔金曾于1925年至1945年间，在牛津大学彭布罗克学院担任盎格鲁-撒克逊语的劳林森与博斯沃斯教授，并于1945年至1959年间转至牛津大学莫顿学院任英国语言与文学的默顿教授。他是C·S·路易斯的密友——两人皆为非正式文学讨论社「迹象」的社员。1972年3月28日，托尔金获英国女王伊莉莎白二世颁授的大英帝国司令勋章。
托尔金的儿子克里斯托夫在父亲去世后，整理了大量的笔记和未发表的手稿，出版了一系列作品，包括《精灵宝钻》、《未完成的故事》、《胡林的子女》等。这些作品与《霍比特人》和《魔戒》一起构成了一个互相关联的整体，由传说、诗歌、虚构历史、人造语言和短文所组成，关于一个名叫阿尔达（及其中的中土大陆）的奇幻世界。1951至1955年间，托尔金用“传说故事集”（英語：legendarium）一词来称呼大部分作品。尽管在他之前有很多其他作者的奇幻作品问世，但《霍比特人》和《魔戒》的巨大成功造成了该文学类型的流行与复兴。因此托尔金被大众公认为“现代奇幻文学之父”——如今这些作品被称为古典奇幻。
2008年，《泰晤士报》把他列为“1945年之后50位最伟大的英国作家”榜单上的第6名。2009年，他在《福布斯》收入最高的“已故名人”榜单中列第5名。

## 生平

### 家族起源
托尔金父系家族的祖先大部分是工匠，原居于德国的下萨克森。18世纪後移居到英格兰，很快地变得非常英国化。Tolkien这个姓氏可能來自德语词Tollkühn，意为“愚勇」。一些以托尔金或其变种为姓氏的家族现今居住在德国西北部，主要分佈在下萨克森州和汉堡市。有一位德国作者提出这个名字更有可能是源自于东普鲁士肯琴的村庄Tołkiny（现位于波兰东北部），虽然那个村庄离下萨克森很远；它的名称源于现已灭绝的普魯士語。
托尔金的外公外婆萨菲尔德（Suffield）夫妇居住在伯明翰，并在市中心拥有一间商店。萨菲尔德家族从1812年起在一座名叫Lamb House的房子中开始经营书籍、文具、衣袜等生意。

### 童年

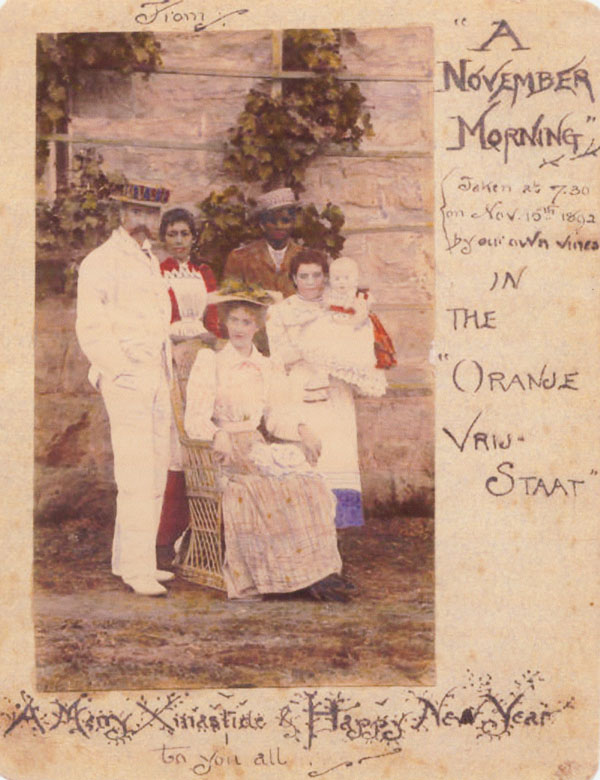
1892的圣诞卡片，上面有托尔金一家在布隆方丹的彩照，寄往英格兰伯明翰的亲戚。

托尔金于1892年1月3日生于今南非奥兰治自由邦的布隆方丹，父亲亚瑟·鲁尔·托尔金（Arthur Reuel Tolkien）是一位银行经理，母亲梅布尔，原姓萨菲尔德（Mabel, née Suffield）。亚瑟升职为布隆方丹分部银行的主管后，这对夫妇才离开了英格兰。托尔金有一弟希拉里·亚瑟·鲁尔·托尔金（Hilary Arthur Reuel Tolkien），生于1894年2月17日。
童年时期，他在花园被一只大狒狒蜘蛛咬伤，某些人认为此事在他的故事中必然有所对应。但是托尔金成年后宣称自己对此事毫无记忆，也对蜘蛛没有特别的憎恶。还有一件托尔金绝对不会知道的事，当托尔金还是婴儿时，有一位年轻的家仆觉得托尔金长得非常漂亮，就把他带到自己的驻地炫耀，直到第二天早晨才把他还回来。
3岁时，母亲带着托尔金跟弟弟回英格兰探亲，这也是一次漫长的旅程，托尔金的父亲原本打算在他们走后才动身，但却在离开前死于风湿热。顿时家庭没有了收入，托尔金的母亲只好带着他们到伯明翰，和他们的外祖父母住在一起。不久后，在1896年，他们再搬家到萨利洞，当时这只是一个伍斯特郡的小村庄，后来才被伯明翰合并。托尔金非常喜欢探索萨利洞水磨坊、莫瑟里沼泽和周边山丘群。这些地点和伍斯特郡的小镇村庄，以及他阿姨简的农场袋底洞，后来都成为他书中场景的灵感来源，而袋底洞这一名字也被用在他的作品中。

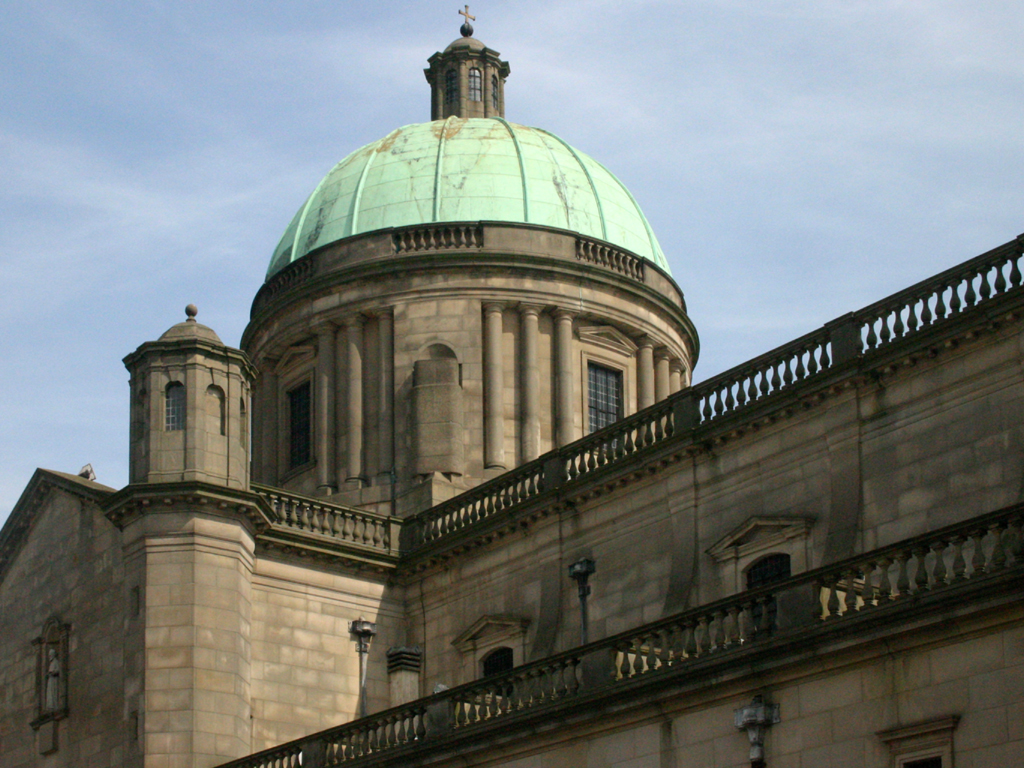
伯明翰的一座教堂，托尔金曾是该教区居民和祭坛助手。(1902–1911)

母亲梅布尔·托尔金亲自教育两个孩子，小托尔金从小在家中就十分好学。母亲教了他很多植物学知识，启发了他对于植物的审美情趣。小托尔金喜爱绘画风景和树木，但他最喜欢的课程却与语言息息相关，母亲很早就教了他拉丁语基础。
托尔金四岁起就学会了阅读，而且很快能熟练地书写，母亲也允许他看很多书。但是托尔金不喜欢《金银岛》和《花衣魔笛手》，他认为路易斯·卡罗的《爱丽丝梦游仙境》“有趣但令人不安”。他喜欢印第安人的故事和乔治·麦克唐纳的奇幻作品。另外，安德鲁·朗格的童话书系列对他而言尤为重要，并且在他日后的一些作品中产生了明显的影响。

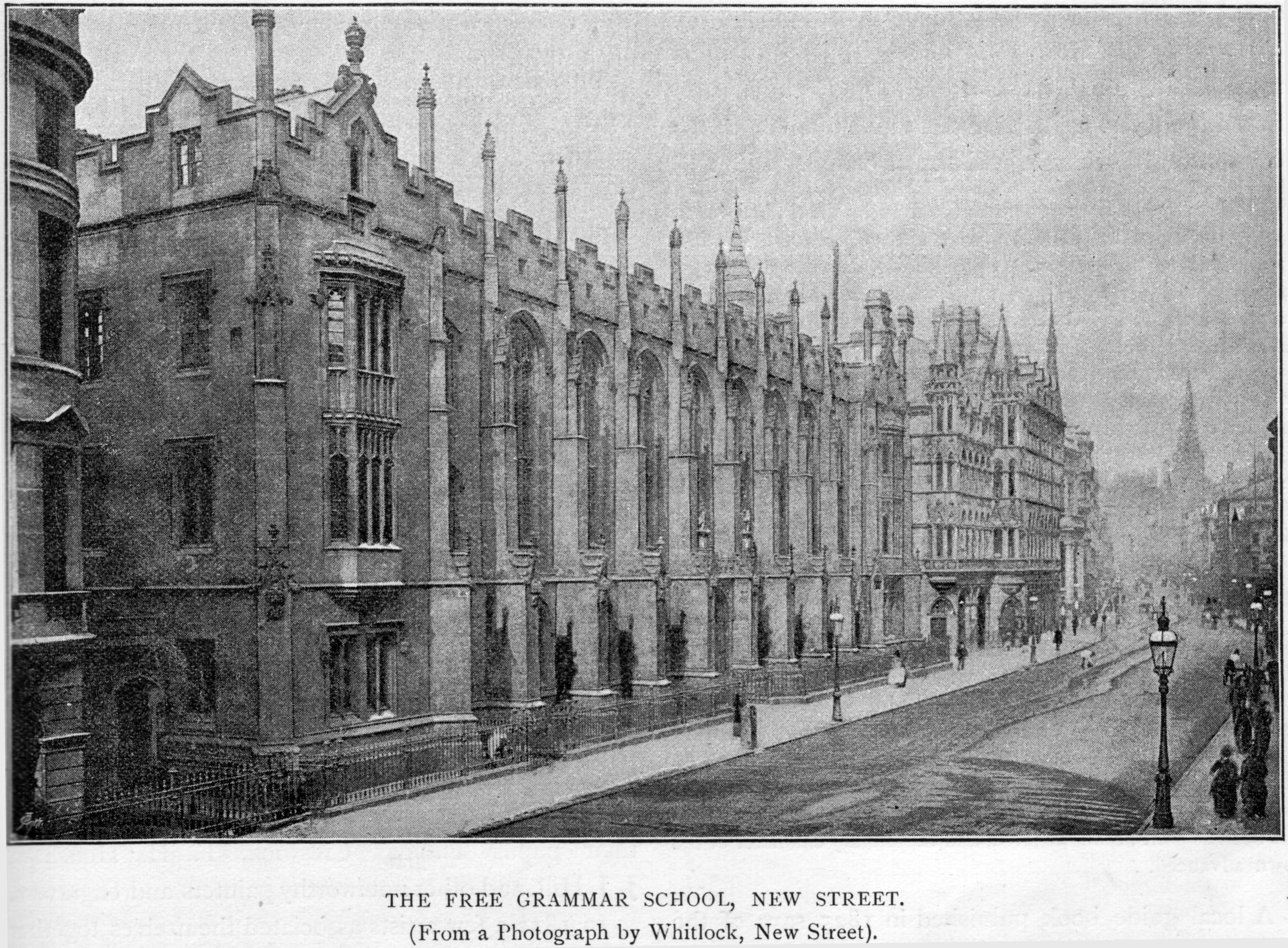
伯明翰的爱德华国王学校，托尔金曾經在這裡就讀。(1900–1902, 1903–1911)

不顾浸礼宗家人的强烈反对，托尔金的母亲梅布尔·托尔金于1900年皈依了罗马天主教，家人遂中断对他们的经济支援。1904年，托尔金12岁时，他的母亲在租住的小屋中因急性糖尿病去世。她死时大约34岁，与1型糖尿病病人在不治疗的情况下能存活的寿命大致吻合——医学上的胰岛素则在二十多年后才被发现。梅布尔·萨菲尔德·托尔金在伍斯特郡的圣彼得罗马天主教堂被火葬。九年后，托尔金写道：“我自己亲爱的母亲是一个真正的殉道者，不是每个人都像（弟弟）希拉里和我一样收到上帝给予的伟大礼物，祂给了我们一个因劳累与困难而死来确保我们维持信仰的母亲。”
梅布尔在死前把两个儿子的监护权委托给好友伯明翰一所教堂（Birmingham Oratory）的弗兰西斯·泽维尔·摩根神父，期许神父教育他们成为好的天主教徒，并抚养他们长大成人。在1965年给儿子迈克尔的一封信中，托尔金回忆监护人给他的影响：“摩根是一位威尔士-西班牙裔的保守党人，对一些人而言他似乎是闲混的爱说长道短的老头。他确实是，也不完全是。我是从他那第一次学到了博爱和宽恕，这些的光亮甚至穿透了我曾经处于的‘自由主义’的黑暗，我曾对‘血腥玛丽’的了解比对耶稣之母玛丽还多，后者除了作为罗马教徒的邪恶崇拜对象外从没被提及过。”
母亲死后，托尔金在伯明翰的埃奇巴斯顿地区长大，就学于爱德华国王学校，以及之后的圣菲利普学校。1903年，他赢得了一份奖学金后回到了爱德华国王学校。这期间，托尔金成为学校军官训练团(OTC)的一员，在1910年乔治五世加冕游行中帮助调整游行队伍。托尔金的位置被安排在白金汉宫大门前。
在埃奇巴斯顿期間，托尔金住在佩羅特的荒謬高塔和维多利亚时期的艾吉巴斯頓水廠附近，读者们推测，也许这个经验影响了他作品中黑暗双塔的想象。另外一个重要影响是爱德华·伯纳-琼斯和前拉斐尔派的画作，伯明翰博物館和美術館有大量藏品向公众展出。

### 青年
早年，托尔金第一次遇到人工语言-Animalic语，該語言由他的表亲玛丽和马乔丽·英克莱顿发明。那时，他在学习拉丁语和盎格魯-撒克遜語。但很快托爾金就失去了對Animalic語的興趣，之後玛丽和托尔金等人，又发明了一种更复杂的语言叫做Nevbosh语。接着他一个人创造了Naffarin语。
1911年，在爱德华国王学校就学时，托尔金和三位朋友，罗伯·吉尔森，乔弗里·巴彻·史密斯和克里斯托弗·维斯曼创建了一个名叫T.C.B.S的半秘密社团。名字是“茶俱乐部与巴罗社团”（Tea Club and Barrovian Society）的首字母缩写，暗指他们喜欢在学校附近的巴罗商店以及偷偷地在校图书馆喝茶。毕业后，社团成员仍然保持着联系。1914年12月，他们在伦敦维斯曼的家中举行了一次“参议会”，这次聚会让托尔金献身于诗歌创作。
1911年，英格兰和威尔士的人口普查显示托尔金（职业：学生）与他的弟弟希拉里（职业：五金商人的店员）居住在埃奇巴斯顿的海菲尔德4号。
同年，托尔金到瑞士度过暑假，他在1968年的一封信中生动回忆了这次旅行，写道比尔博跨越迷雾山脉的旅途是直接基于他们一行12人从因特拉肯徒步到卢达本纳，最终到米伦外冰碛上营地的冒险。他们通过“小沙伊代格山口”到格林德尔瓦尔德镇，然后走过大沙伊代格山口到达迈林根。他们接着走过格里姆塞山口，通过瓦莱州北部到布里格，到阿莱奇冰川和采尔马特。
同年10月，托尔金开始在牛津大学埃克塞特学院的学业。他一开始学习古典学，但在1913年转修英语语言和文学，并于1915年以一等荣誉毕业。

### 恋爱和婚姻
16岁的托尔金和弟弟搬进宿舍时，初遇比他年长三岁的伊迪丝·玛丽·布拉特。据汉弗莱·卡彭特的记叙：
伊迪丝和罗纳德经常去伯明翰的茶室，特别是有一个能让人俯瞰人行道的阳台的那家。他们在那里坐着，向行人的帽子上扔方糖块，糖碗空了后就移到下一个桌子…… 对于有他们这样性格和地位的两人，爱情注定要开花。两人都是缺乏爱的孤儿，但却能给予对方温暖。1909年夏天，他们陷入了爱河。
他的监护人摩根神父，认为伊迪丝分散了托尔金对学业的注意力，还惊恐于他与一个新教徒女孩认真交往，因此禁止他见她，和她说话，甚至禁止和她写信，直到他21岁。他早年违反了一次，导致摩根神父威胁如果再犯就中断他的大学生涯，此后他严格地服从了这个禁令。
在他21岁生日的夜晚，托尔金写信给了伊迪丝。他表白了自己的爱情并且向她求婚。伊迪丝回信说她已经答应了另一个男人的求婚，不过那是因为她以为托尔金已经忘了她。两人在一个铁路桥下见面重续旧情。伊迪丝归还了订婚戒指，声明她会与托尔金结婚。他们订婚后，伊迪丝不情愿地在托尔金的坚持下宣布自己皈依罗马天主教。她的房东，一位坚定的新教徒，对此暴怒并驱逐她，令她一找到其他住处就离开。1913年1月，伊迪丝和罗纳德在伯明翰正式订婚，然后于1916年3月22日在華威圣贞女玛丽罗马天主教堂结婚。

### 一战
1914年，英国加入第一次世界大战。托尔金的亲戚非常震惊于他不马上志愿加入英国陆军的决定。在1941年当托尔金在写给米高信中会议起这段時光時，他讲到：“在那个年代，年輕人都會麼應徵入伍，不然就会受人鄙视。而对于一个想象力丰富，体格卻有限的年轻人来说，未能参军使他陷入了尴尬的处境。”相反，托尔金开始了一个学业项目，直到1915年取得学位后才入伍。他被委任为兰开夏燧发枪手团少尉。他和第13预备营在斯塔福德郡接受了11个月的训练。在一封给伊迪丝的信中，托尔金抱怨道：“上级长官中很难看到绅士，说实在的，他们甚至很少有人性。”托尔金之后转到第11服务营，随英国远征军于1916年6月4日到达法国。在运兵船上离开英格兰的经历启发他写了一首诗《孤独的岛屿》（The Lonely Isle）。他后来写道：“下级军官被杀光了，每分钟都有将士横死沙场。离开我的妻子……像是一次死亡。”
训练为通讯员后，托尔金到达索姆河。在战线后的布赞库尔，托尔金参与了对施瓦本堡垒和莱比锡突前的进攻。根据兰开夏燧发枪手团的英国圣公会本堂神父，尊敬的梅尔文·S·艾夫斯的回忆录：
有一次，我和机关枪旅和通讯队在被占领的德军防空洞中过夜……我们随地躺下，希望能睡一会，但不成。我们一躺下大群虱子就来袭。于是我们去找了医疗官，他带着器材也在防空洞里，他给了我们一些药膏，向我们保证会赶走那些小野兽。我们用其擦满全身，充满希望地重新躺下，但不成。 因为这药膏不但没阻碍它们，反而像前菜一样，使那些小乞丐们重振精力冲向它们的盛宴。
托尔金在军中的时间对艾迪丝是可怕的压力，她害怕每一次敲门，因为这可能会带来丈夫死去的消息。为了避开英国陆军的信件审查，夫妇俩发展了一种密码，用于托尔金的家信。由此艾迪丝能够在西线的地图上跟踪到丈夫的动向。
1916年10月27日，他的营进攻雷吉娜沟渠时，托尔金患上战壕热，一种流行于战壕，由虱子传染的疾病。1916年11月8日，托尔金负伤回到英格兰。很多他学生时代的密友都战死了。其中包括T.C.B.S的社员罗伯·吉尔森，死于索姆河战役首日的博蒙阿梅尔进攻。另一社员乔弗里·史密斯死于同一场战役，一枚德军炮弹击中了急救站。托尔金回到英格兰后他所在的营几乎全军覆没。
要不是因遭受健康问题几次被迫从战斗中撤离，托尔金也很可能已经战死。
根据约翰·加斯的叙述：
虽然元帅基奇纳的军队珍视旧有的社会等级观念，在把各行各业的人一起扔到一个绝望的情形中后，这样的阶级区分也被渐渐蚕食了。托尔金如此写道这样的经历教给他的东西，‘对汤米（称呼英国士兵的俚语）深刻的同情和体谅；特别是那些来自农业区的平凡士兵’。 他依旧深深感激这堂课。有很长一段时间，他曾被关在一座塔中，不是珍珠塔，是象牙塔。
在以后的岁月中，托尔金愤慨地表明那些在他作品中寻找和二战相照应的部分的人完全弄错了：
一个真正亲身处于过战争阴影下的人才能完全体会到它的压迫；但当时间流逝，现在似乎忘记了在1914年被卷入其中的青年的经历不比在1939年及以后的经历少一分丑恶。至1918年，除了一位朋友尚存，我所有的挚友都死了。
大后方
病弱消瘦的托尔金在医院和守备部队中度过了剩余的战争时期，他的健康状况被认定为不适合上战场。
在斯塔福德郡小海伍德村的养病期间，托尔金开始写作《失落的故事集》(The Book of Lost Tales)，由《贡多林的陷落》(Fall of Gondolin)开始。1917到1918年，他的病情反复发作，但他已康复到可以在各个军营作后方服役，并被提拔为中尉。就在此时，伊迪丝怀了他们的第一个孩子——约翰·弗兰西斯·鲁埃尔·托尔金。
当他被派驻在赫尔河畔金斯顿时，他和伊迪丝在附近罗斯的树林中散步，伊迪丝开始在开花的铁杉林中的空地上为他跳舞。在妻子于1971年死后，托尔金回忆道：
我从未称呼伊迪丝为露西安——但她的确是那个最终成为《精灵宝钻》的故事的来源。这个故事最初是在约克郡罗斯布满铁杉的林间空地上构想出来的（1917年我在那里短暂地带领过前哨部队，她能够和我同住一段时间）。在那些日子里，她的头发乌黑，皮肤白净，眼睛比任何时候都更明亮，她能唱歌——还会起舞。但故事已经走向歪曲，我被遗弃了，而在不为所动的曼督斯（托尔金虚构世界中的冥王）面前我无法恳求申辩。
这个事件是恋人贝伦和露西安相遇情节的灵感来源。

### 学术和写作生涯

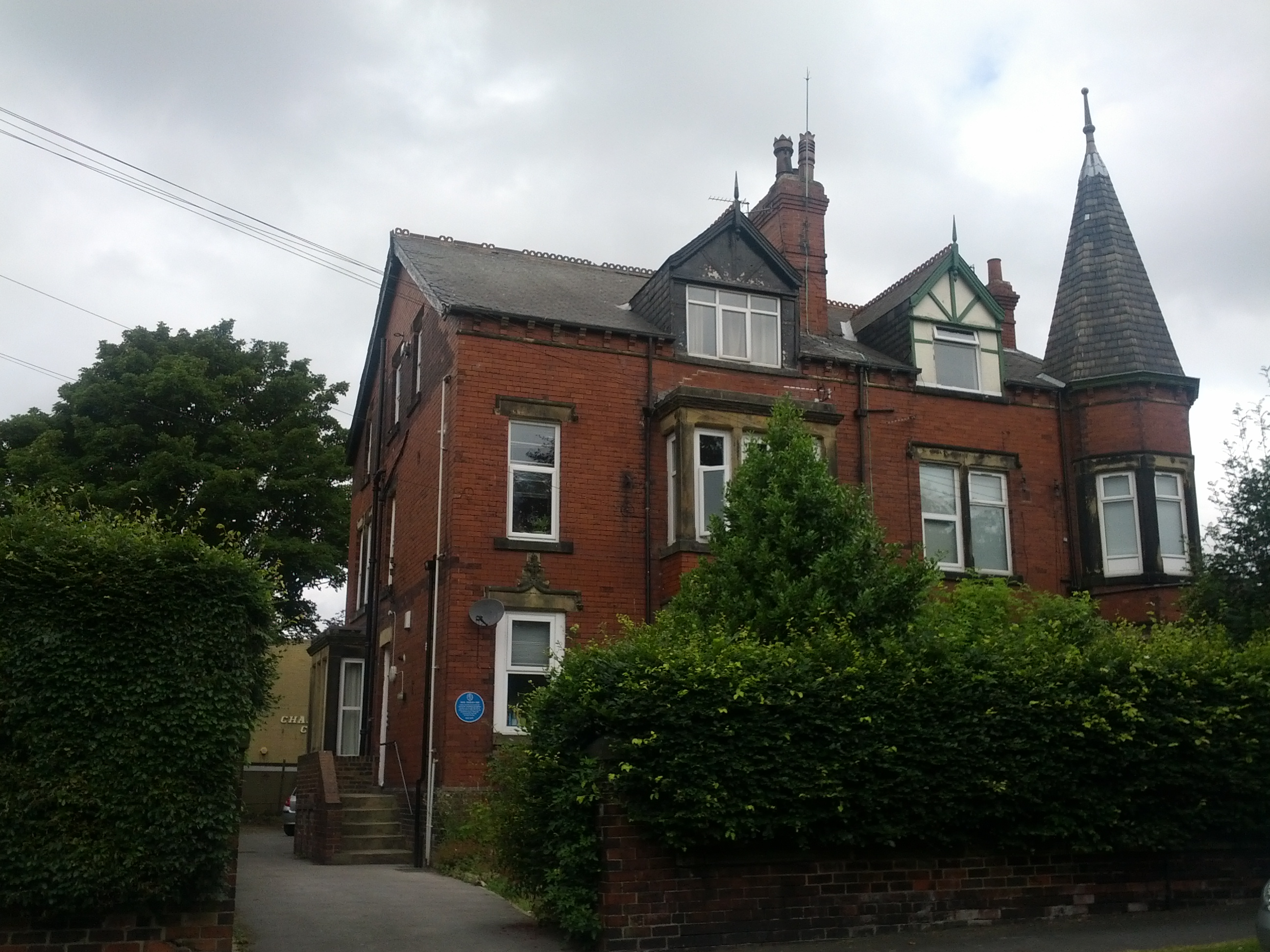
托尔金在利兹时的西公园达尔利路2号的住处。

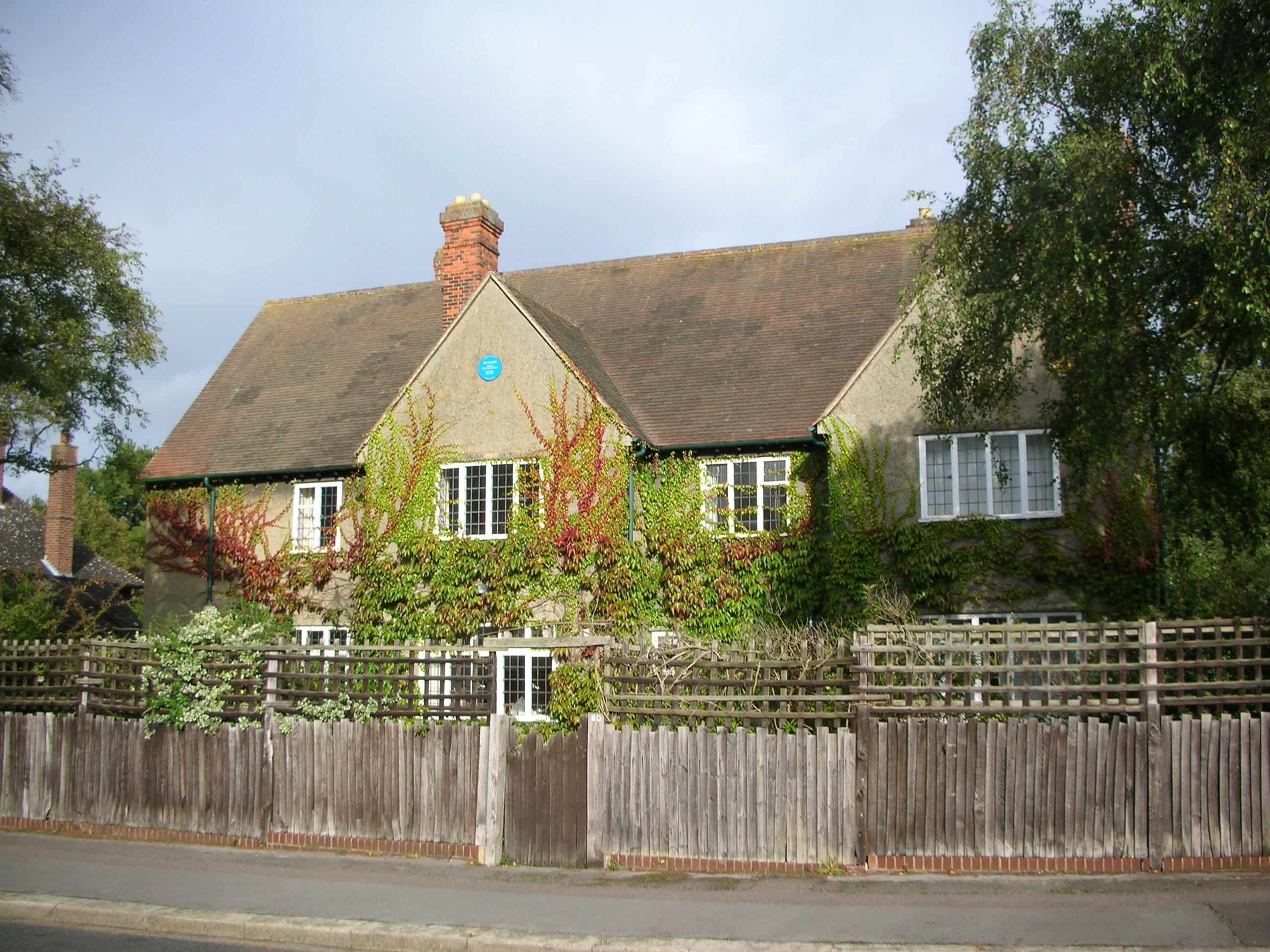
诺斯摩尔路20号，托尔金在北牛津的故居。

一战后，托尔金的第一份平民工作是编纂《牛津英語詞典》，他主要负责W开头的源自日耳曼语词汇的历史和语源学。1920年，他接下利兹大学英语语言的教职（头衔为Reader），并成为那里最年轻的教授。在利兹期间，他制作了《中古英语词汇表》，与E·V·戈登合作完成了《高文爵士与绿骑士》定本，两本书都成为之后几十年的学术标准。他还翻译了《高文爵士》、诗歌《珍珠》和叙事诗《奥菲欧爵士》。1925年，他作为中古英语的劳林森与博斯沃思教授回到牛津大学，在彭布罗克学院任职。
在彭布罗克学院期间，托尔金创作了《霍比特人》和《魔戒》的前二卷，同时居住在北牛津的诺斯摩尔路20号（2002年，一个藍色牌匾被安置在那里以作纪念）。在1928年莫蒂默·威乐在格洛斯特郡林德公园出土了一座崇拜该神的罗马神庙之后，他在1931年发表了一篇关于凯尔特神祇“诺登斯”名字的语言学随笔。
1933年秋季學期，由牛津大學一些志同道合的學者、教授組成的文學社團「迹象文学社」正式成立，托爾金和C·S·路易斯皆是其中的成員之一，他都会参与迹象文学社的定期聚會，週一上午在老鷹與小孩酒吧、週四下午則在學校宿舍裡碰面，在聚會時各成員之間互相討論北歐的神話和史詩，以及各人近來的作品。包括托爾金的《哈比人歷險記》與《魔戒》的一些章節就曾在迹象文学社聚會上被朗讀。
托爾金亦與C·S·路易斯成為至交好友，他曾這樣說：「與路易斯的友誼給了我很多東西，除了不斷的歡樂和安慰之外，我還從這個誠實、勇敢、聰明的人身上獲益良多」。他們在聚會閒聊時相互約定要各自撰寫一個給兒童看的文學作品，托爾金預定寫的時間題材、而路易斯則是空間題材。寫作過程中路易斯一直扮演著激勵與催促托爾金的角色，並提供意見，最終路易斯寫出了《納尼亞傳奇》系列，而托爾金則是《魔戒》。不過在創作《魔戒》的過程中，兩人的關係逐漸疏離，直至1957年路易斯同海倫·喬依·戴維德曼成婚後，托爾金就較少與其來往。1950年代期間，托爾金亦慢慢淡出了迹象文学社的活動。

#### 《贝奥武甫》
托尔金1936年的讲座“《贝奥武甫》：怪兽和评论”对《贝奥武甫》的研究有长久的影响。里维斯·E·尼克尔森说托尔金写的关于《贝奥武甫》的文章是“被广泛承认为对该作品文学批评的转折点”，指出托尔金建立了该作品作为诗歌本质的优先权，相对于其纯语言学元素。在那时，学者们一致轻视《贝奥武甫》，因为其中讲述的是与怪兽的幼稚战斗，而不是现实中部落间的战争。托尔金主张《贝奥武甫》的作者是在笼统地表达人类命运的主题，不被特定的部落政治斗争所限制，因此怪兽们对此诗歌是必不可少的。《贝奥武甫》中涉及具体部落斗争的地方，例如在芬尼斯堡，托尔金坚定地反对计入奇幻元素。在文章中，托尔金表示他对《贝奥武甫》的高看：“《贝奥武甫》是我认为价值最高的材料之一”，这一影响在他中土世界的传说故事集中有所体现。
根据汉弗莱·卡彭特的记叙，托尔金用巧妙的方式来开始他关于《贝奥武甫》的系列讲座：
他静悄悄地走进房间，凝视着听众，然后突然开始以洪亮的声音用盎格鲁-撒克逊语大声朗诵原作的开场诗句，开始于一声大喊Hwæt!（该作品以及一些其他古英语诗篇的第一个词），一些本科生以为他在说“安静！”。与其说这是朗诵还不如说是戏剧表演，像是模仿一位盎格鲁-撒克逊时代在皇宫中的吟游诗人。这给几代学生留下了深刻印象，因为这让他们意识到：《贝奥武甫》不仅仅是为了應付考试而读的教科書，它更是一篇强而有力的戏剧性诗歌。
几十年后，著名诗人威斯坦·休·奥登写给他曾经的教授：
我从没告诉你这是多么难忘的经历，听你朗诵《贝奥武甫》，對我一个本科生來說，这正是甘道夫的声音啊！
2003年，托尔金手写的《贝奥武甫》翻译和评论，达到大约2000页，在牛津大学博德利圖書館的档案中被发现。

#### 二战

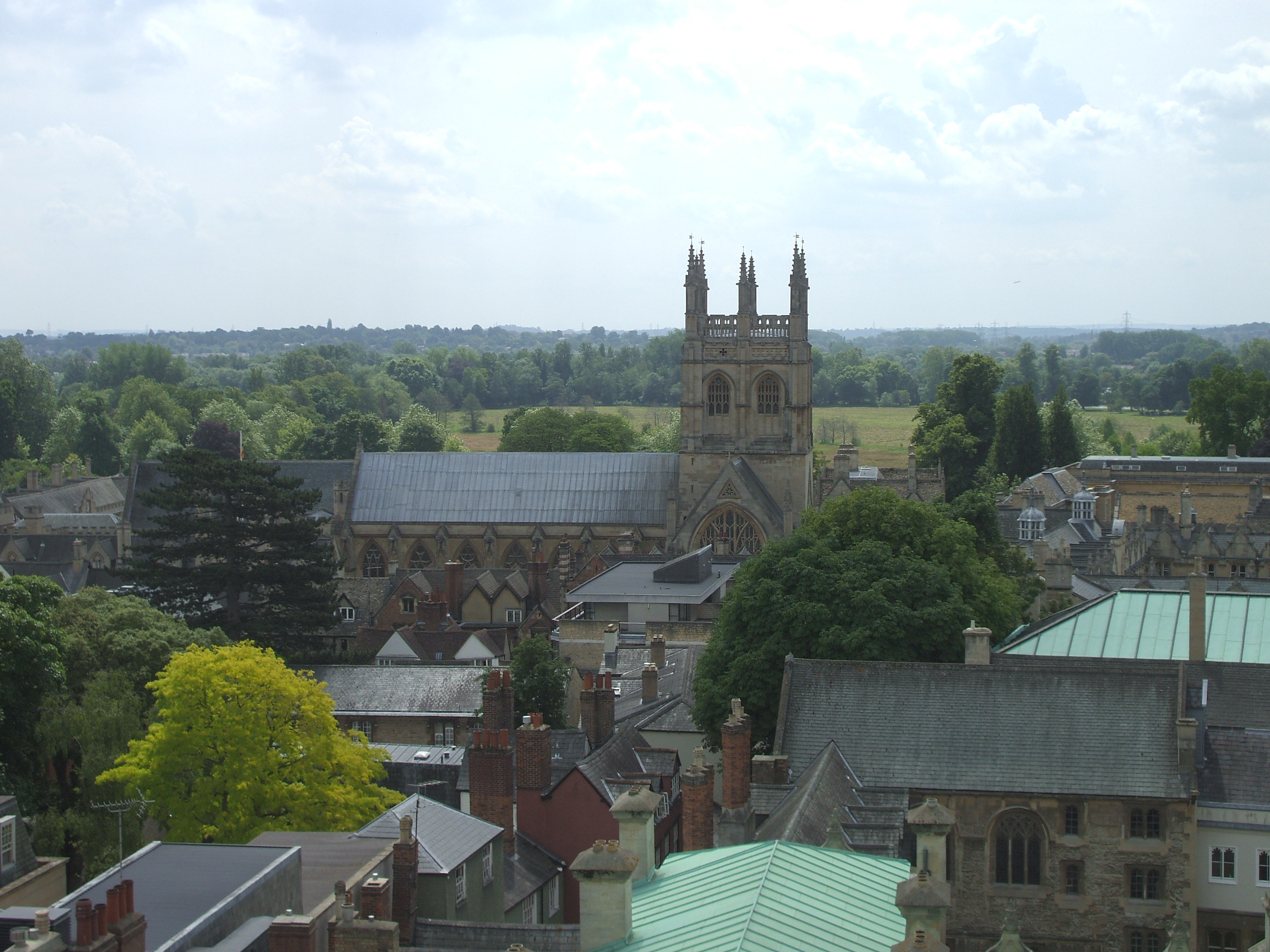
默顿学院，托尔金在此担任英语语言及文学教授。 （1945–1959）

在第二次世界大戰爆發的前期，英國軍方在軍備階段，就指定托尔金为电码译员。並於1939年1月，询问托尔金是否准备好在国家的非常时刻效力于外交部的密码分析部门。托尔金當時的回应是肯定的，英國軍方遂於3月27日起，指派托尔金在政府编码与译码学校（GC&CS）的伦敦部接受指导课程。然而，尽管他热心地想成为电码译员，卻在十月被告知此时不需要他的服务。最终他从没有做过这个职务。2009年，根據《每日电讯报》報導，托尔金當時回绝了一份年薪₤500的工作，出于未知原因想要成为全职候选人。
1939年之後，托尔金被編入了家園防衛隊，負責夜間巡邏等任務，因此他可以藉這個機會觀察星空；1940年某日晚間他發現北方突現一片火光，次日才知道那是考文垂遭到納粹德軍的轟炸。
1942年期間，托尔金因為任務的關係，得以專注於觀察太陽和月亮升起、沉落時的壯麗景象，後來托尔金撰寫《魔戒》時，就把這些情節詳細地寫入書中。
1945年，托尔金搬到牛津大學默頓學院，成为英语语言及文学的默顿教授，並在此一直工作到1959年退休。他多年来担任都柏林大学的客座考官。1954年，爱尔兰国立大学（都柏林大学曾是其一部分）授予托尔金荣誉学位。托尔金于1948年完成了《魔戒》，已是开始动笔的近十年后。
托尔金还为《耶路撒冷圣经》翻译了《約拿書》，並於1966年出版。

### 家庭
托尔金夫妇有四个孩子：
- 约翰·弗兰西斯·鲁埃尔·托尔金 （1917年11月17日 – 2003年1月22日）
- 迈克尔·希拉里·鲁埃尔·托尔金 （1920年10月22日 – 1984年2月27日）
- 克里斯托夫·约翰·鲁埃尔·托尔金 （1924年11月21日 - 2020年1月15日）
- 普里西拉·玛丽·安妮·鲁埃尔·托尔金（1929年6月18日 - ）

托尔金为孩子们投入了很多精力，孩子小的时候给他们寄带插图的来自圣诞老人的信（后集结出版为《聖誕老爸的來信》）。每年会加入新角色，比如北极熊（圣诞老人的助手），雪人（他的园丁），精灵伊尔贝雷斯（他的秘书）等等。主要人物会讲述圣诞老人对骑蝙蝠的哥布林的战役，还有北极熊的各个恶作剧故事。

### 退休与晚年

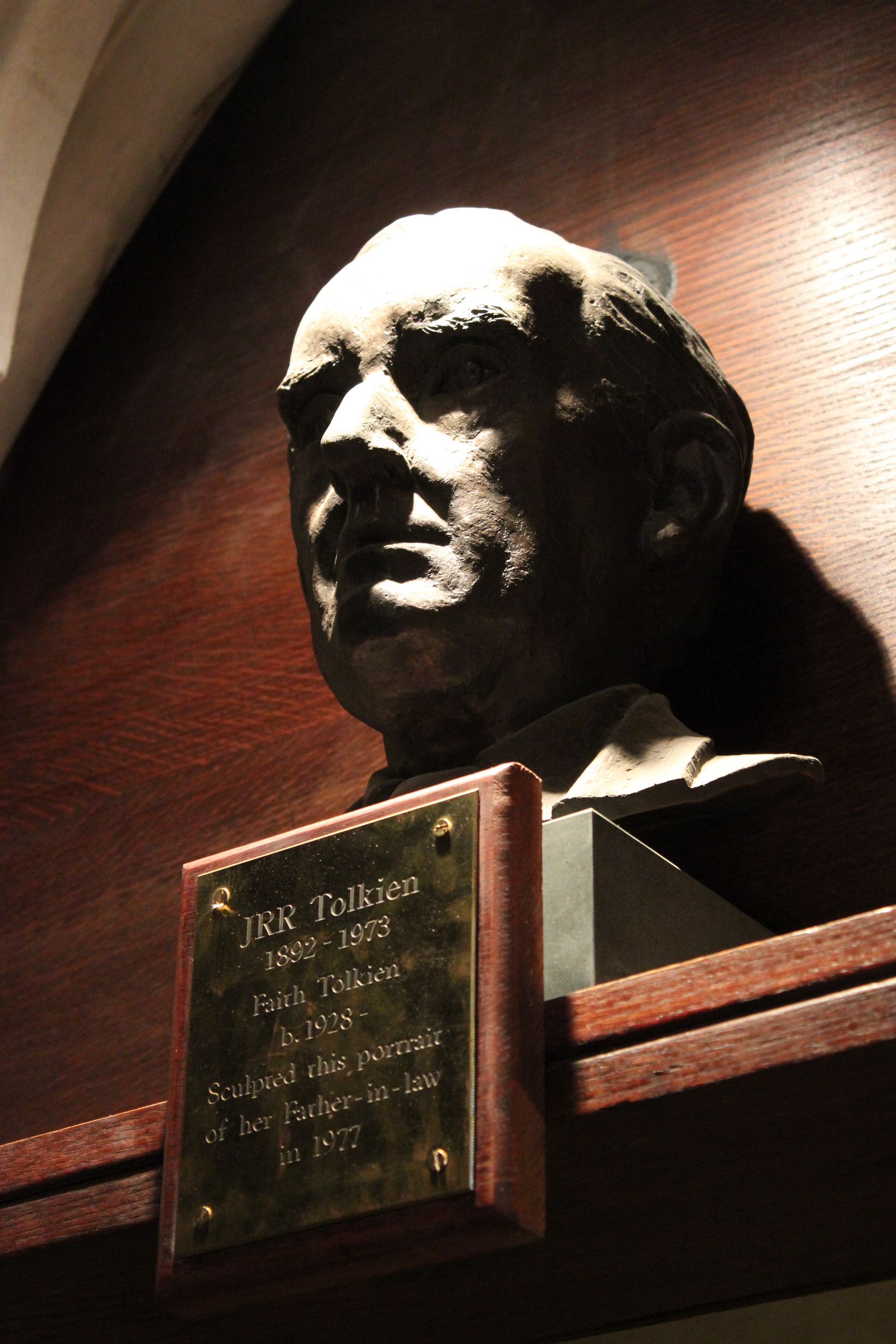
牛津大学埃克塞特学院小教堂中的托尔金半身像。

1959年退休到1973年去世期間，托尔金的公众关注度和文学名气不断增长。1961年，他甚至被朋友C·S·路易斯提名諾貝爾文學獎，但終落選。
托尔金作品的销售带来了很大利润，以至于他后悔没有早点退休。一开始，托尔金兴致很高地回复读者的提问，但他对1960年代的反主流文化运动使他的书一下子流行感到非常不高兴。在1972年的信中，他强烈反对自己成为了受到狂热崇拜的偶像，但也承认“就算是最谦逊偶像的鼻子也不可能完全抵挡美妙熏香的味道！”
书迷的狂热让托尔金不得不把自己的电话号码从公开电话簿上去除，最终他和伊迪丝搬家到伯恩茅斯，一个服务于中上层阶级的海滨胜地。托尔金作为畅销书作家的身份给了他们轻松进入上流社会的可能，但他深深怀念“迹象文学社”的同伴们。相反，伊迪丝为能扮演社交界女主人的角色而感到欣喜若狂，这也是托尔金最初选择了伯恩茅斯的原因。
根据汉弗莱·卡彭特的记叙：
那些认识罗纳德和伊迪丝多年的朋友从未怀疑他俩之间深厚的爱。这情感从小事中得以体现，他们关心对方健康到不可思议的程度，他们挑选和包装对方生日礼物的真心实意；在大事上，托尔金为伊迪丝晚年能住在伯恩茅斯而自愿放弃了自己生活的很大一部分，认为这是她应得的，以及伊迪丝对他写作获得的名望非常自豪。他们对家庭共同的爱是一个主要的快乐来源。这一点把他们终生绑在一起，也许是婚姻中最强大的力量。他们乐于谈论孩子们和孙辈们生活的每个细节。

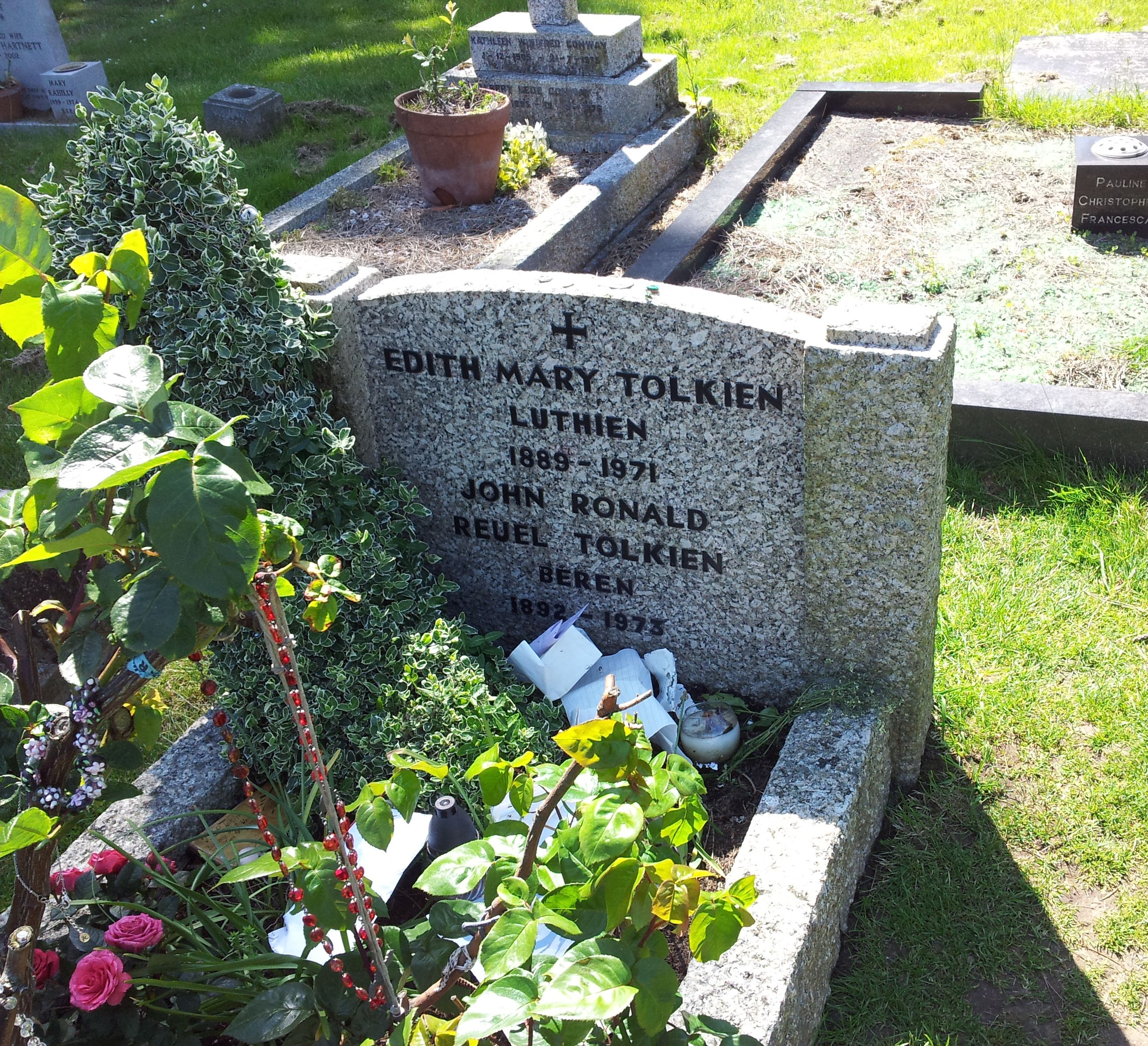
托尔金夫妇之墓，位于牛津沃夫寇特公墓。

伊迪丝·托尔金于1971年11月29日去世，享壽82岁。根据孙子西蒙·托尔金的记叙：
祖母比祖父早去世两年，之后祖父搬回了牛津。默顿学院给了他高街旁的房子。我经常去那里，他会带我去东门旅馆吃午饭。那些午饭对于一个去看望祖父的12岁男孩来说真是太好了，但有时他看上去似乎有点悲伤。有一次他告诉我他多么思念我的祖母。在一起度过50年后，一个人生活肯定很不习惯。
1972年，托尔金获英国女王伊丽莎白二世颁授的大英帝国司令勋章。同年，牛津大学授予他荣誉文学博士学位。
托尔金在伊迪丝位于牛津沃夫寇特公墓的墓碑上刻上“露西安”的名字。21个月后，托尔金患上了嚴重的胃潰瘍出血，導致胸部感染，而於1973年9月2日去世，享壽81岁。他与妻子合葬，名字旁刻有“贝伦”。墓碑显示如下：
在托尔金的中土世界传说故事集中，露西安是神的儿女中最美丽的那位，因爱上凡人武士贝伦而放弃永生。

## 观点

### 自然

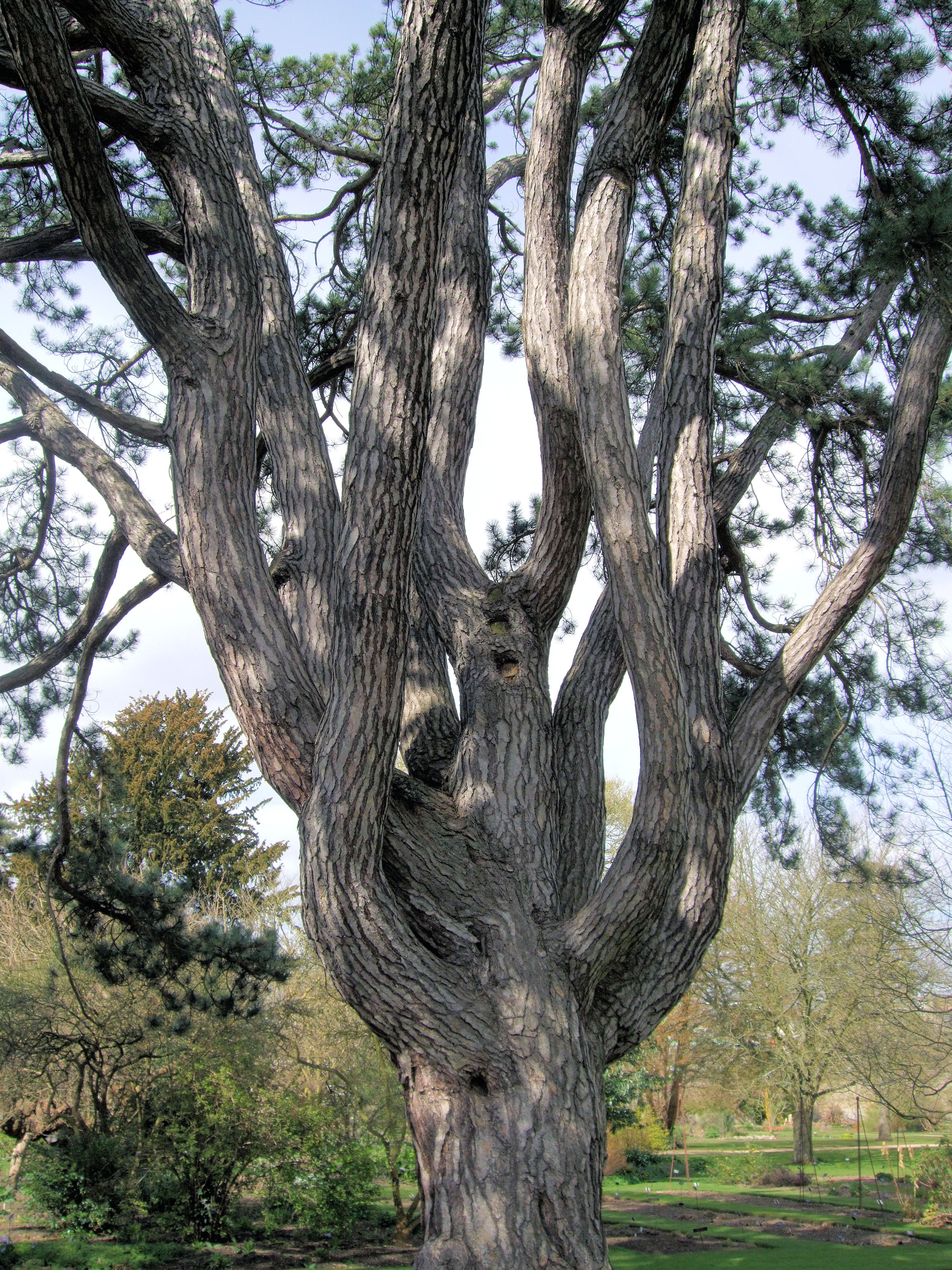
托爾金最喜愛的樹，他生前最後的一張照片就是在該樹下拍攝的。

托爾金非常熱愛大自然，這一點可以從他的插圖和信件看出來。他特別喜愛樹木，自認为是樹木的捍衛者，堅決反對對樹木的肆意破壞。托爾金去世前的最後一張照片，就是在牛津大學植物園跟他最喜愛的一棵黑松樹合影的。對大自然的熱愛亦明顯地表現在托爾金的作品中，例如《精靈寶鑽》中照亮維林諾的雙聖樹，以及《魔戒》裡樹人聯合起來去攻打破壞自然的薩魯曼的情節。
此外托爾金也非常厭惡工業化的痕跡入侵了鄉村。托爾金的朋友喬治·塞爾在回憶他與托爾金的一次度假時表示：「當我們看到工業污染的痕跡時，他（托爾金）會談起半獸人或半獸人族」。

## 文学作品
托尔金的一些构想在他的传说故事集中连续出现，由《失落的故事集》开头，该作品是他在索姆河战役中染疾后养病时所作。

### 所受影响

#### 英国冒险故事
领导藝術與工藝運動的博学家威廉·莫里斯是托尔金最大的影响来源之一。托尔金希望模仿他的散文和浪漫诗歌。《魔戒》中的一些命名如死亡沼泽和幽暗密林，以及一些笼统的写作方式都来源于莫里斯的作品。
英国作者爱德华·怀克-史密斯的儿童小说《斯纳格的奇妙大陆》中有“桌子般高”的主人公，强烈地影响了《霍比特人》中比尔博所属种族的描述和设定。
在一次电话采访中，托尔金提到了亨利·萊特·哈葛德的冒险小说《三千年豔屍記》：“作为一个小男孩，《三千年豔屍記》中的所有东西都引起了我的兴趣——像阿蒙纳塔斯的碎片。”小说中有一块陶片的复制品，上面有古代的铭文，被翻译出来后便可以带着主人公去往其中的古老王国。评论家把这个道具与《魔戒》中“埃西鐸的遗嘱”相比较。评论家已找到哈葛德的传奇和托尔金的相似之处。
托尔金小时候对S·R·克罗克特的历史小说《黑色道格拉斯》（The Black Douglas）以及反派吉尔·德·莱斯男爵的招魂術印象深刻。《霍比特人》和《魔戒》中的事件在叙事和风格上都与之有相似之处，其总体的意象据说对托尔金也有一定影响。

#### 欧洲神话
早期日耳曼文化（尤其是古英语）的文学、诗歌和神话给予了托尔金很多灵感，这也是他自己选择并热爱的专业领域。灵感来源包括古英语文学如《贝奥武甫》，北欧萨迦如《沃尔松格传说》（Völsungasaga）、《海瓦尔和海德里克传奇》（Hervarar saga ok Heiðreks）、《老埃達》、《散文埃達》以及古德语的《尼伯龙根之歌》等等。尽管托尔金的作品与《沃尔松格传说》和《尼伯龙根之歌》有诸多相似之处（基于后者理查德·瓦格纳创作了歌剧《尼伯龙根的指环》），但他反对评论家把他的作品与瓦格纳的做直接比较，对出版商说：“两枚戒指都是圆环状的，除了这个就没其他共同点了。”然而，一些评论家认为托尔金应当感激瓦格纳构想的一些元素，例如“能给予统治世界力量的戒指”这一概念。至尊魔戒的两个特征，即其本质的邪恶和对心灵的腐蚀力量，在各神话中没有出现，却是瓦格纳歌剧的主要情节。
托尔金也确认了几个非日耳曼文化的影响。他引述了古希腊作家索福克勒斯的悲剧《俄狄浦斯王》作为《精灵宝钻》和《胡林的儿女》的灵感来源。在爱德华国王学校就学时，托尔金第一次阅读了芬兰民族史诗《卡勒瓦拉》的英译本。其主角万奈摩宁据托尔金自己所说是甘道夫的原型之一。其中的反英雄角色库勒沃是圖林·圖倫拔的原型。许多研究托尔金的杰出学者认为托尔金也从凯尔特（爱尔兰、苏格兰和威尔士）的历史和传说中汲取灵感。《精灵宝钻》当年被退稿的一部分原因是其中复杂难读的凯尔特名字。然而，托尔金否认了它们的起源：
不用说它们当然不是凯尔特的！这故事也不是。我的确了解凯尔特的东西（很多是爱尔兰语和威尔士语的原文），并且不喜欢它们：主要因为它们的不理性。它们有明亮的色彩，但像一块污迹斑斑的玻璃窗碎了后不经设计就重新拼在一起。它们其实就像你们读者所说的“疯了”——但我没有。

#### 天主教
天主教的神学和意象在塑造托尔金的想象世界中起了一定作用，因他非常虔诚的心而弥漫在他的作品中。托尔金自己承认了这点：
《魔戒》本质上当然是宗教性的和天主教的作品；最初是无意识的，但修订的时候是有意的。这是为什么我在虚构世界中没有加入，或者剔除，任何类似‘宗教’的提及，如崇拜仪式或活动。因为宗教元素已被吸收进了故事和其符号体系。
学者保罗·H·科赫尤其指出，托尔金描述的“恶”是正统基督教式的，即“善”的缺失。他用《魔戒》举例，如索伦“无眼脸的眼睛”，“瞳孔是黑色裂缝，里面空无一物”。科赫认为托尔金的影响来自神学家托马斯·阿奎那，有理由相信托尔金作为研究中世纪的学者和天主教徒对他很了解。另一学者汤姆·雪培同意此观点，但认为托尔金的影响来自阿尔弗雷德大帝对于古罗马哲学家波伊提烏著作《哲学的慰藉》的古英语译本。雪培认为波伊提烏对基督教看法下的“恶”表达得最清楚：“邪恶是虚无。”托尔金推论出邪恶无法创造，就像弗罗多所说“这阴影……只能模仿，不能产生它自己的新东西”，樹鬍和愛隆也有类似评论。:140–1他接着论述，在《魔戒》中邪恶似乎是一种独立的力量，不仅仅是“善”的缺失（虽然不是摩尼教异端所指的那种“独立”），并指出阿尔弗雷德大帝的译本增注也许启发了这种观点。:141–5
另一个有趣的观点是斯塔福德·卡尔德克特对魔戒和其意义的神学角度诠释：“至尊魔戒代表堕落灵魂的黑魔法，对上帝的拒绝服从。它表面上给人自由，但真正的功能是使持戒者成为堕落天使的奴隶。它腐蚀持戒者作为人的意志，让他越来越‘消瘦’和不真实；隐身的功能象征它摧毁人所有的自然人际关系和自我认知。你可以说魔戒就是罪孽 （sin） 本身，一开始吸引人而且似乎没有危害，长久来看越来越难以放弃，使人堕落。”

## 语言学
托爾金的學術生涯和他的文學創作兩者，和他所鍾愛的語言和哲學是不可分割的。他在大學時代專攻古希臘哲學，並自1918年開始投入牛津英語辭典的編寫工作，其中被認為曾研究“W”為首字的一些詞彙，包括walrus「海象」此字的字源——一個他曾頭痛許久的詞彙。1920年，托爾金赴利茲大學擔任英語高級講師，並聲稱是因為他，而使得語言學學生的數量由5位增加至20位。他曾教授古英語英雄詩體、英語歷史、許多古英語及中古英語文本、古英語及中古英語哲學、日耳曼哲學介紹、哥德語、古冰島語及中古威爾斯語。1925年托爾金33歲那年，他成功申請到盎格魯撒克遜的Rawlinson及Bosworth教授職缺，並以其在利茲的日耳曼哲學的學生曾組成一個「維京俱樂部」（Viking Club）為傲——在俱樂部裡，大學生可以自由地閱讀古斯堪的納維亞的冒險故事及喝啤酒。
私底下，托爾金被任何有關種族及語言學意含的事物吸引，並且思考著一種與生俱來的語言品味，一種他在1955年「英語與威爾斯語」這場演講中所提到的「母語」，相對於自幼時所學的語言。他認為西密德蘭的中古英語是他所擁有的「母語」，就如同他在1955年給大詩人奧登的書信中所提到：「在血緣上，我是一位西密德蘭人（並且早先在我第一眼看到西密德蘭的中古英語，我就已視他為時已知的語言）。」
另一項與托爾金身為哲學家的專業成就並駕齊驅，有時甚至超越它而使得他的學術產出相形渺小的，就是其對人造語言創作的熱愛。其中發展得最成熟的就是昆雅和辛達林，此兩種人造語言的語源關係構成了大部份托爾金傳說故事集系列的核心。對於托爾金來說，語言及文法，是攸關美感及諧音的重要元素，而昆雅更特別是以「語音美感」（phonaesthetic）的考量去設計；它的創造概念為「精靈拉丁語」，在語音上也是以拉丁語（Elvenlatin）為基礎，並以芬蘭語及希臘語為靈感來源。
托爾金認為：「語言及與之關聯的神話傳說是不可分割的」，因此他終究對國際輔助語言持悲觀的態度：他在1930年一場演講「秘密的罪行」中對一群世界語的使用者說：「你們的語言將產生一部神話」，然而在1956年他卻下一個結論：「沃拉普克語、世界語、伊多語及諾維亞語等諸如此類的語言均是枯萎、死亡的語言，遠比現已不被使用的遠古語言死得還要徹底，因為他們的創作者從未創作任何以其為基礎的傳奇故事。」
托爾金著作的流行對語言的使用，尤其是在奇幻文學中，已經產生微小但深遠的影響，甚至是（矮人之複數）和（精靈的、精靈語）這兩個原本自19世紀中或更早便不再被使用的拼法，也在托爾金的復興下廣為現今的字典所接受，分別取代19世紀後及的拼法。其他如他所創造的新詞eucatastrophe（救贖的時刻，或直譯為「善戰勝惡」）也在與托爾金著作相關的文章中經常地被使用。

## 作品索引
生前出版

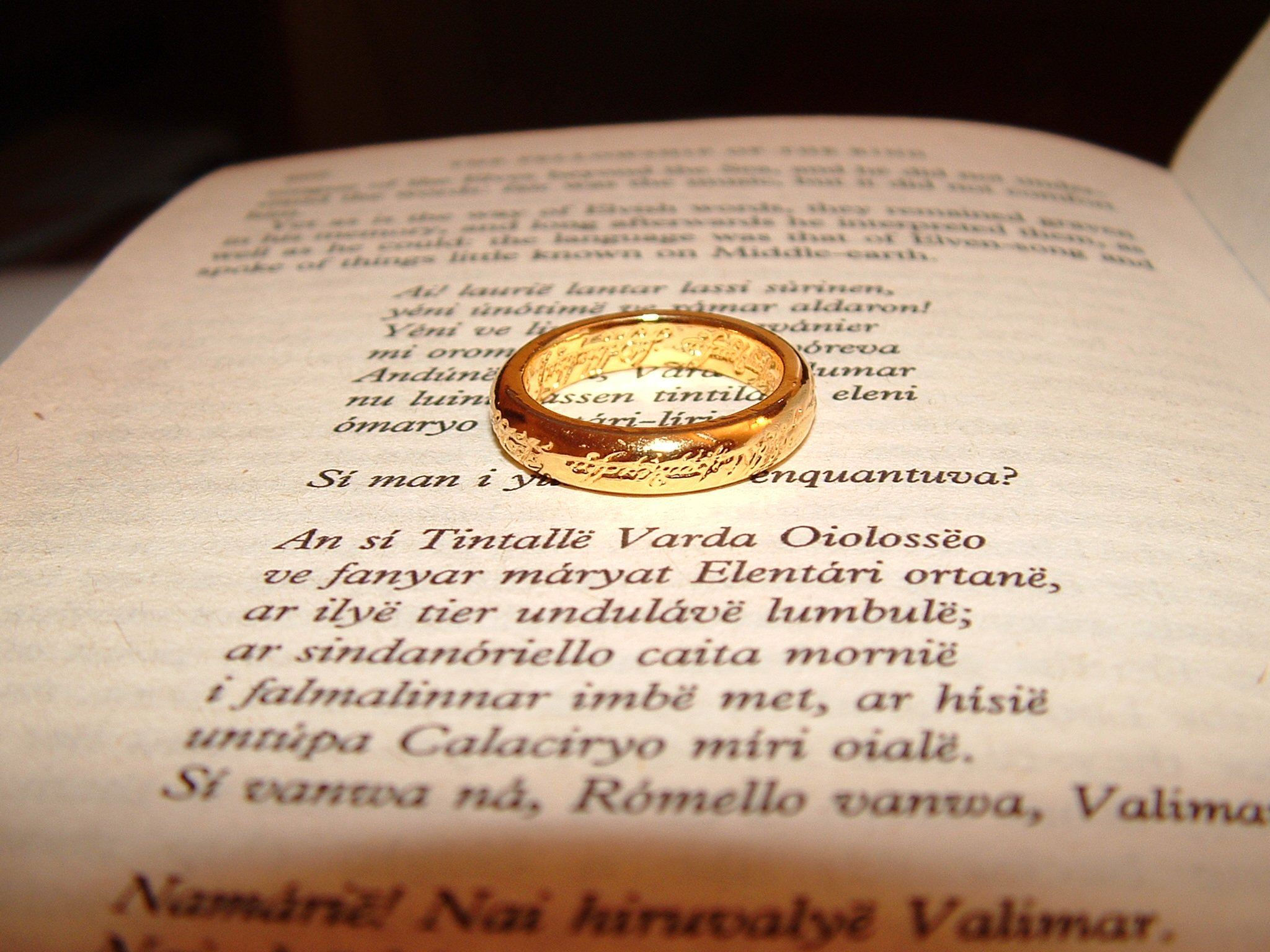
《魔戒》。

- 1937年 《哈比人歷險記》 The Hobbit（* 中文繁體版，2012年12月，台灣聯經出版公司出版，朱學恆譯）
- 1945年 《尼格爾的叶子》 Leaf by Niggle（短篇）
- 1947年 《树与叶》Tree and Leaf（散文）
- 1949年 《哈莫的農夫吉列斯》 Farmer Giles of Ham
- 1954年 《魔戒現身》，《魔戒》首部曲 The Lord of the Rings：The Fellowship of the Ring（* 中文繁體版，台灣聯經出版公司出版-ISBN：9789570841008（页面存档备份，存于））
- 1954年 《雙城奇謀》，《魔戒》二部曲 The Lord of the Rings：The Two Towers（* 中文繁體版，台灣聯經出版公司出版-ISBN：9789570841015（页面存档备份，存于））
- 1955年 《王者再臨》，《魔戒》三部曲 The Lord of the Rings：The Return of the King（* 中文繁體版，台灣聯經出版公司出版-ISBN：9789570841022（页面存档备份，存于））
- 1962年 《汤姆·邦巴迪爾历险记》 The Adventures of Tom Bombadil and Other Verses from the Red Book
- 1964年 《树与葉·续篇》 Tree and Leaf（神话诗篇 On Fairy-Stories and Leaf by Niggle in book form）
- 1967年 《大伍頓的铁匠》Smith of Wootton Major

去世以后出版
托爾金去世後，由其子克里斯托夫·托爾金整理出版的其他作品：
- 1976年 《聖誕老爸的來信》（The Father Christmas Letters）
- 1977年 《精靈寶鑽》（The Silmarillion）（* 中文繁體版，2002年，台灣聯經出版公司出版-{ISBN：9789570825244（页面存档备份，存于））
- 1981年 《托爾金書信集》（The Letters of J.R.R. Tolkien）
- 1982年 《幸福先生》（Mr. Bliss）（* 中文繁體版，2013年12月，台灣聯經出版公司出版 ISBN：9789570843040（页面存档备份，存于））
- 1983年 The Monsters and the Critics
- 1998年 《羅佛蘭登》（Roverandom）
- 2007年 《胡林的子女》（The Children of Hurin）[129]（* 中文繁體版，2008年5月，台灣聯經出版公司出版 ISBN：9789570832662（页面存档备份，存于））
- 2017年《貝倫與露西安》（Beren and Luthien）[130][131]
- 2018年《貢多林的陷落》（The Fall of Gondolin）[132][133][134][135]

以下12卷统称为 《中土世界的历史》〔The History of Middle-earth〕
- 1983年 The Book of Lost Tales 1
- 1984年 The Book of Lost Tales 2
- 1985年 The Lays of Beleriand
- 1986年 The Shaping of Middle-Earth
- 1987年 The Lost Road and Other Writings
- 1988年 The Return of the Shadow (The History of LotR, Part 1)
- 1989年 The Treason of Isengard (The History of LotR, Part 2)
- 1990年 The War of the Ring (The History of LotR, Part 3)
- 1992年 Sauron Defeated (The History of LotR, Part 4)
- 1993年 Morgoth's Ring (The Later Silmarillion, Part 1)
- 1994年 The War of the Jewels (The Later Silmarillion, Part 2)
- 1996年 The Peoples of Middle-earth

## 藝術
除作家、語言學家身分外，托爾金亦擅長於作畫，其繪畫技巧主要靠自學而來。他著有兒童繪本《幸福先生》和《聖誕老爸的來信》，這兩本書皆是在他過世後整理出版的。此外托爾金也常為自己的文學作品創作插畫，如1937年版本《哈比人歷險記》的封面插圖即是他本人親自創作的。托爾金的插畫作品多以花草樹木等大自然環境為主題。在他身後總共留下两百多張水彩、速寫、墨水畫作品，後來這些畫作被韋恩·哈蒙德與克里斯蒂娜·斯卡爾結集成《J·R·R·托爾金：藝術家與插畫家》與《霍比特人的艺术》出版。

## 身後影響

### 對文學的影響
托爾金被譽為「現代奇幻文學之父」，他的作品（尤其是《魔戒》三部曲）影響和啟發了後世諸多的奇幻文學作品。媒體人茱蒂絲·史秋拉維茲在《紐約時報》書評專欄上表示：「沒有托爾金，我們無法想像會有哈利波特的熱潮。」
不少著名作家皆十分推崇托爾金的地位，並且承認自己的文學作品有部分是受到了托爾金小說的啟發。J·K·羅琳表示自己14歲時就開始閱讀《魔戒》，並說：「到《哈利波特》寫到最後一卷時，我仍然堅持認為自己不會超越托爾金」。史蒂芬·金也承認他的作品《黑塔》有受到了《魔戒》影響。而喬治·R·R·馬丁更表示：「拿到托爾金的书时，天啊，我絕望了，我怎麼努力也達不到他的成就，甚至连接近也做不到！他是真正的大師。」，他還指出《魔戒》裡甘道夫之死的情節深深影響了他的寫作。

## 紀念
在1982年4月發現的一顆小行星被命名為「2675托爾金」，用以紀念J·R·R·托爾金。
自2003年以來，托爾金協會發起了「托爾金閱讀日」的活動，鼓勵大家閱讀托爾金的文學作品。

### 傳記電影
2013年，福斯探照燈影業和徹寧娛樂公司開始籌備托爾金的傳記電影。定名為《托爾金》。2017年由芬蘭籍導演多梅·卡魯科斯基執導開拍並於同年結束拍攝。尼古拉斯·霍尔特飾演J·R·R·托爾金。該片在美国时间5月10号上映。